# Reprezentacja Liberii w piłce nożnej mężczyzn
Reprezentacja Liberii – kadra Liberii w piłce nożnej mężczyzn.
Tylko dwukrotnie grała w rozgrywkach o Puchar Narodów Afryki i ani razu nie zakwalifikowała się do finałów mistrzostw świata. Najwybitniejszym piłkarzem Samotnych Gwiazd był George Weah, w połowie lat 90. gracz m.in. AS Monaco, PSG, A.C. Milan oraz Chelsea F.C., w 1995 roku – jako pierwszy piłkarz z Czarnego Kontynentu – uhonorowany Złotą Piłką magazynu France Football dla najlepszego zawodnika występującego w klubach Europy.
Weah do dziś jest sponsorem reprezentacji, a w latach 2000–02 był jej selekcjonerem. W tym czasie Liberia minimalnie (różnicą jednego punktu) przegrała z Nigerią awans do Mundialu 2002. Weah podał się do dymisji po nieudanym starcie drużyny w mistrzostwach Afryki, w marcu 2002 roku.
Obecnym selekcjonerem kadry Liberii jest James Debbah

## Udział wMistrzostwach Świata
- 1930 – 1962 – Nie brała udziału
- 1966 – Wycofała się z eliminacji
- 1970 – 1978 – Nie brała udziału
- 1982 – 1990 – Nie zakwalifikowała się
- 1994 – Wycofała się w trakcie eliminacji
- 1998 – 2022 – Nie zakwalifikowała się

## Udział wPucharze Narodów Afryki
- 1957 – 1965 – Nie brała udziału
- 1968 – Nie zakwalifikowała się
- 1970 – 1974 – Nie brała udziału
- 1976 – Nie zakwalifikowała się
- 1978 – 1980 – Nie brała udziału
- 1982 – Nie zakwalifikowała się
- 1984 – Wycofała się z eliminacji
- 1986 – 1990 – Nie zakwalifikowała się
- 1992 – Wycofała się z eliminacji
- 1994 – Nie zakwalifikowała się
- 1996 – Faza grupowa
- 1998 – 2000 – Nie zakwalifikowała się
- 2002 – Faza grupowa
- 2004 – 2023 – Nie zakwalifikowała się

## Selekcjonerzy
- 1999-00 –  Kadalah Kromah
- 2000-02 –  France Philippe Redon
- 2002-04 –  Kadalah Kromah
- 2005-05 –  Joseph Sayon
- 2006-06 –  Mohmoud Hussein Shawky (Egipt)
- 2006-08 –  Frank Jericho Nagbe
- 2008-09 –  Antoine Hey
- 2009-11 –  Bertalan Bicskei
- 2011-12 –  Roberto Landi
- 2012-12 –  Thomas Kojo (tymczasowy)
- 2012-13 –  Kaetu Smith
- 2013-13 –  Frank Jericho Nagbe
- 2013-13  Thomas Kojo (tymczasowy)
- od 2015 - James Debbah